# Faramea glandulosa
Faramea glandulosa är en måreväxtart som beskrevs av Eduard Friedrich Poeppig. Faramea glandulosa ingår i släktet Faramea och familjen måreväxter. Inga underarter finns listade i Catalogue of Life.